# Hradčany-Kobeřice
Hradčany-Kobeřice település Csehországban, a Prostějovi járásban. Hradčany-Kobeřice Vranovice-Kelčice, Otaslavice, Želeč, Vřesovice, Dobrochov, Dobromilice és Brodek u Prostějova településekkel határos. Lakosainak száma 404 fő (2024. január 1.).

## Népesség
A település lakosságának változását az alábbi diagram mutatja:
| Lakosok száma | 715  | 766  | 739  | 628  | 432  | 410  | 441  | 414  | 397  | 404  |
|               | 1869 | 1890 | 1921 | 1950 | 1980 | 2001 | 2017 | 2019 | 2022 | 2024 |